# Kościół Bożego Ciała w Nowej Rudzie
Kościół Bożego Ciała – rzymskokatolicki kościół pomocniczy należący do parafii św. Mikołaja w Nowej Rudzie.

## Historia

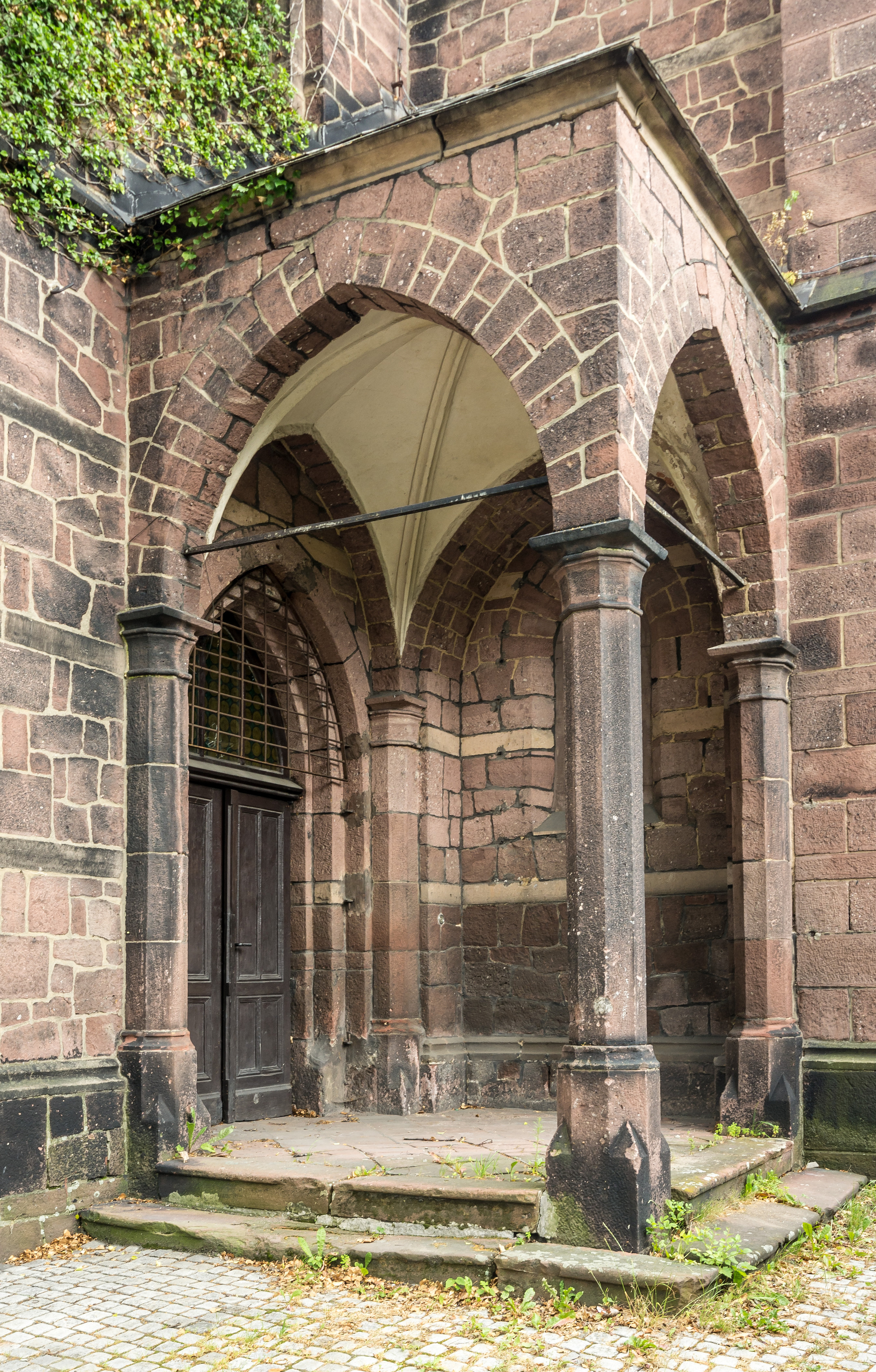
Wejście do świątyni

Świątynia została zbudowana w latach 1866–1868 w stylu neogotyckim jako kościół ewangelicki. Została zbudowana z kamienia i posiada jedną wieżę. Bryła świątyni charakteryzuje się dobrze wykonanymi kamiennymi detalami. Inicjatorem budowy świątyni był pastor Georg Alers. Po II wojnie światowej, aż do lat 60. XX wieku budowla nie posiadała gospodarza, w związku z tym została przekazana Gminnej Spółdzielni Samopomoc Chłopska, która urządziła w niej sklep żelazny. Na początku lat 90. XX wieku sklep został zlikwidowany. W 1996 roku świątynię przejęła parafia św. Mikołaja, która ustanowiła go kościołem pomocniczym. W 1997 roku budowla została konsekrowana, i otrzymała wezwanie Bożego Ciała.